# Caraíbo-brasileiros
Caraíbo-brasileiros (português europeu) ou Caribenho-brasileiros (português brasileiro) são brasileiros de ascendência totalmente, parcial, ou predominantemente caraíba.

## Lista de imigrantes caraíbas
- Barbadiano-brasileiros
- Cubano-brasileiro
- Haitiano-brasileiro
- Jamaicano-brasileiro